# Samtgemeinde Himmelpforten

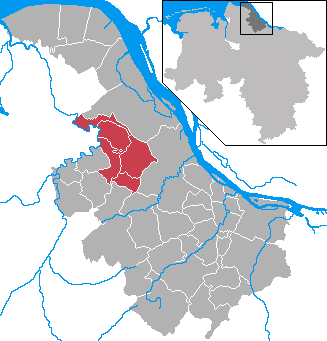
Ligging van de voormalige Samtgemeinde Himmelpforten

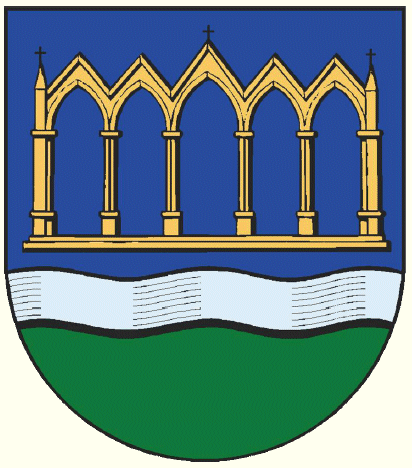
Wapen van de Samtgemeinde

De Samtgemeinde Himmelpforten was een Samtgemeinde in de Duitse deelstaat Nedersaksen. Ze was een samenwerkingsverband van 5 kleinere gemeenten in het midden van de Landkreis Stade. Het bestuur was gevestigd in Himmelpforten. De Samtgemeinde ontstond op 1 juli 1972 uit de gemeenten Düdenbüttel, Engelschoff, Großenwörden, Hammah en Himmelpforten. Op 1 januari 2014 fuseerde de Samtgemeinde Himmelpforten met de Samtgemeinde Oldendorf tot de nieuwe Samtgemeinde Oldendorf-Himmelpforten. Himmelpforten had een oppervlakte van 89,8 km² en telde op 31 december 2012 10.067 inwoners.